# هدف (فیلم ۱۳۷۳)
هدف فیلمی به کارگردانی بهرام کاظمی، نویسندگی عباس تحویلداری و تهیه‌کنندگی فرشته مهدی‌زاده و عبدالحمید انزابی محصول سال ۱۳۷۳ است.

## خلاصه فیلم
در شمال مردی به نام «فرخی» به قتل می‌رسد. محمود تیموری افسر آگاهی مأمور پیگیری ماجرا می‌شود. او قرار است با نامزدش «پریسا» که به تازگی از خارج آمده‌است، ازدواج کند. با تحقیق پلیس، حقایق تازه‌ای دربارهٔ جنایت روشن می‌شود و پای خانواده «محمود تیموری» نیز به میان کشیده می‌شود. این مسئله تغییراتی در رابطه او با نامزدش پیش می‌آورد و …

## بازیگران
- چنگیز وثوقی
- منوچهر حامدی
- محمد سادات ابهری
- امراله صابری
- زیبا نادری
- پروین سلیمانی
- محمدرضا فروتن
- فرحناز منافی ظاهر
- علی‌اصغر گرمسیری
- کاظم هژیرآزاد
- بهروز پیروزیان
- بهمن دان
- ساناز سماواتی

## جشنواره‌ها
فیلم هدف در سیزدهمین دوره جشنواره فیلم فجر (۱۳۷۳) شرکت کرده‌است.